# Joybringer
Joybringer — композиция британской рок-группы Manfred Mann’s Earth Band, являющаяся вариацией на тему четвёртой части симфонической сюиты «Планеты» (Op. 32) английского композитора Густава Холста. При этом оригинальное название четвёртой части — «Jupiter, The Bringer of Jollity» (с англ. — «Юпитер, приносящий радость») было заменено на «Joybringer».

## О композиции
«Joybringer» впервые вышла в 1973 году в виде сингла, на второй стороне которого — «Can't Eat Meat» (измененное название композиции «Meat» со второго альбома Glorified Magnified) и стала первым хитом группы (#9 UK Singles Chart). 
Позднее она была включена в третий альбом Solar Fire в качестве бонус-трека при переиздании 1998 года, а также в сборник (бокс-сет) Odds & Sods — Mis-takes & Out-takes (2005). 
Другая версия этой композиции представлена в альбоме Masque (1987).

## Участники записи
- Манфред Манн – орган, меллотрон, синтезатор, вокал
- Мик Роджерс –  гитара, вокал
- Крис Слейд – ударные
- Колин Паттенден – бас-гитара